# Sant Mat
Dieser Artikel wurde in der Qualitätssicherung Religion eingetragen. Hilf mit, die inhaltlichen Mängel dieses Artikels zu beseitigen, und beteilige dich an der Diskussion.
Sant Mat bedeutet „Weg der Sants“ oder „Pfad der Meister“ und ist ein Synonym für Surat Shabd Yoga. Er wurde unter anderem von den Gurus gelehrt, auf die sich auch der Sikhismus beruft.

## Die Lehre von Sant Mat
Die „Lehre der Heiligen“ ist eine hinduistische Reformbewegung, die 1861 von Shiv Dayal Singh (1819–1879) ins Leben gerufen wurde, welcher als Personifikation der höchsten Gottheit Radhasoami angesehen wird. Nach der Lehre soll in der Meditation ein göttlicher Ton- und Klangstrom zur Wanderung der Seele in kosmische Sphären genutzt werden, wodurch eine spirituelle Vervollkommnung ermöglicht wird. In allen Religionen sei – was häufig die Auffassung neuerer hinduistischer Gruppen ist – ein Urwissen enthalten, das durch Sant Mat wiederentdeckt wurde. Nach der Lehre von Sant Mat ist für die spirituelle Praxis ein lebender, vollkommener Meister Voraussetzung.
Die Bewegung war fast erloschen und erfuhr erst durch Kirpal Singh wieder eine größere Bekanntheit.
Die Praxis von Sant Mat ruht auf drei Säulen:
- Satsang mit dem lebenden vollkommenen Meister (Satguru, wörtlich „wahrer Lehrer“)
- Der Meditation auf das innere Licht und den inneren Ton (fünffacher Gottesname)
- Einer ethischen Lebensführung, die selbstloses Dienen und eine vegetarische Ernährungsweise beinhaltet

Ein „Sant“, Heiliger oder Meister des Sant Mat, sieht sich selbst als reines Werkzeug des göttlichen Willens, der göttlichen Weisheit und der göttlichen Liebe. Gott, der als reine Energie auf einem sehr hohen Bewusstseinszustand existiert, wird durch die Seele eines vollkommenen Meisters, die auf demselben Energieniveau existiert, befähigt, mit den Menschen in Kontakt zu treten und in der Welt zu agieren.
Der lebende vollkommene Meister befreit die ihm zugewiesenen Seelen vom Leide materieller Verhaftung und führt sie zurück zu Gott.
Stellung der Menschen
Folgende Kernaussage wurde 1974 als Aufruf an die Menschheit von Kirpal Singh auf der Unity-of-Man-Konferenz gemacht: 
Ich möchte euch alle bitten, alles, was ihr hier gehört habt, überall dort, wohin ihr kommt, zu verbreiten. Ruft es von den Dächern, damit Glück und Friede auf die Erde kommt. Ich bete zu Gott, und betet ihr mit mir, dass Er uns Seine besondere Gnade gibt und Vorkehrungen für uns trifft, eine Ersthand-Erfahrung der Wirklichkeit zu erhalten. Das Ideal, das vor uns steht, ist: Wir sind alle eins!
Wer angibt, den unsichtbaren Gott zu lieben, aber für seinen sichtbaren Mitmenschen weder Rücksicht noch Liebe aufbringt, ist auf dem falschen Weg.
Verschiedene Gruppen
Auf Grund von Streitigkeiten über die Nachfolger Shiv Dayal Singhs als „lebenden Meister“ hat sich die Bewegung in zahlreiche Gruppen zersplittert. In Deutschland sind die umstrittene „Holosophische Gesellschaft“ (auch: Sant Mat Meditation, früher: „Kirpal Ruhani Satsang“, geleitet von Thakar Singh, seit dessen Tod 2005 von Baljit Singh) und die „Wissenschaft der Spiritualität“ (früher: Sawan Kirpal Ruhani Mission, geleitet von Rajinder Singh) vertreten. Auch die Gemeinschaft Eckankar beruft sich auf Shiv Dayal Singh.

## Sant Mat und andere Religionen
Sant Mat betrachtet bestehende Religionen als die Hinterlassenschaft eines gestorbenen kompetenten Meisters. Zur Wirkenszeit des jeweiligen Meisters habe Gott die suchenden Seelen spirituell erlöst und dabei die Spiritualität angepasst an kulturelle und klimatische Gegebenheiten. Nach dem Ableben des kompetenten Meisters seien die zur Wirkenszeit des Meisters geschaffenen Anpassungen der Spiritualität von deren Anhängern schriftlich fixiert und dogmatisiert worden. Auf diese Weise seien im Laufe der Zeit aus ursprünglich von Gott inspirierten Empfehlungen sich widersprechende Dogmen geworden, mit allen Schwierigkeiten, die sich daraus ergeben können.
Die spirituelle Aufgabe sei zwar nach dem Ableben des Meisters auf einen anderen Menschen übertragen worden, aber dies geschehe meistens im Verborgenen. Daher habe jede Religion einen wahren Kern und ein lebender kompetenter Meister könne jedem Suchenden helfen, mit der ursprünglichen Essenz aller Religionen in Verbindung zu treten.